# Esmocadora

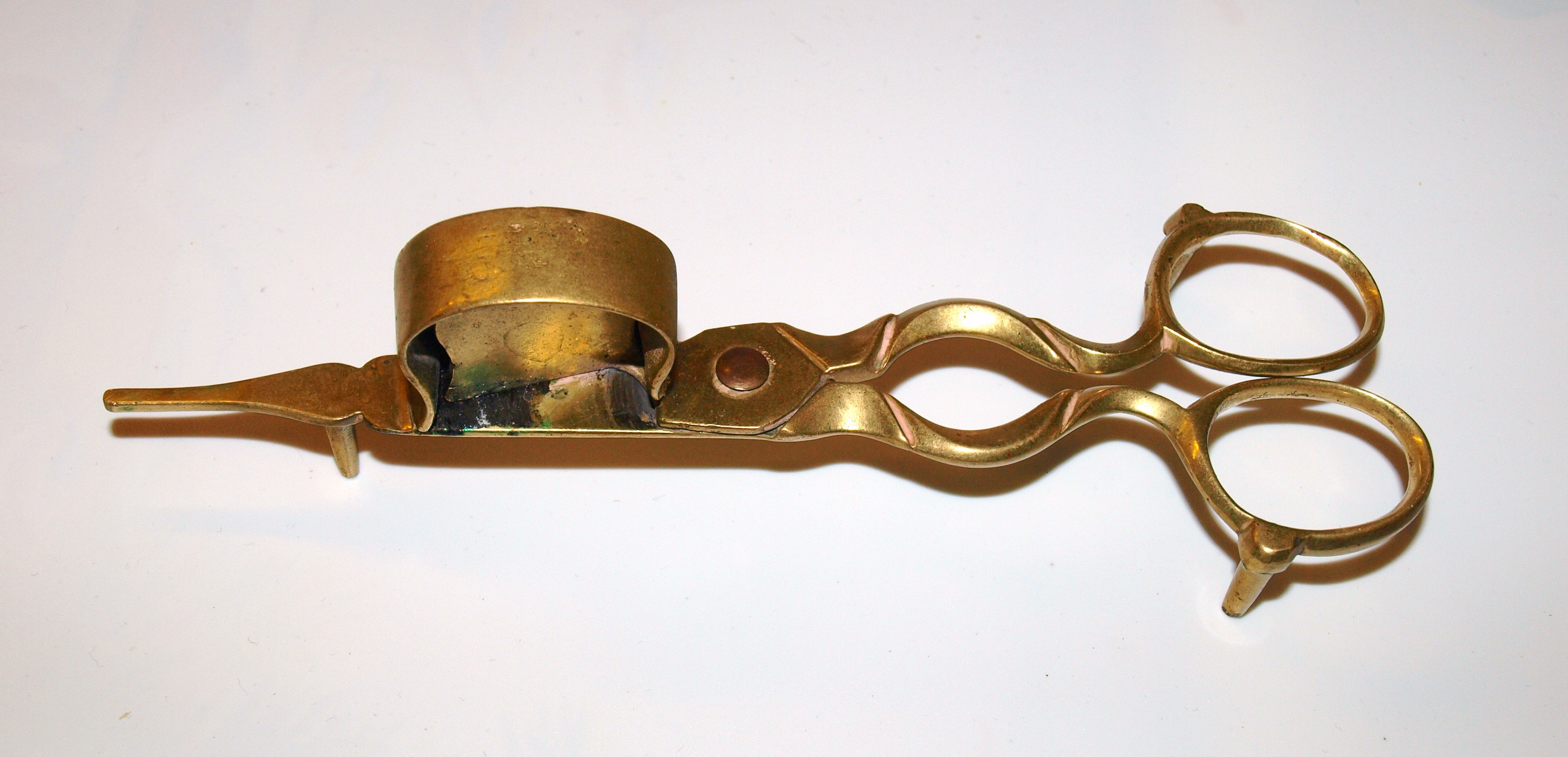
Esmocadora

Es coneix per esmocadora una mena d'instrument semblant a unes tisores que servia per mocar, és a dir, per tallar i retirar el ble cremat de les candeles. Durant més de tres-cents anys fou un dels objectes més familiars en la vida domèstica.

## Context històric
La candela és un dels sistemes d'il·luminació artificial més antics, encara que el seu ús només va popularitzar-se a partir del segle xvi. Amb tot, aleshores la vida de la gent continuava regint-se per la sortida i la posta del sol.
La qualitat de la llum emesa depenia del material de la candela, que era bàsicament de dos tipus: de sèu i de cera. Les candeles de sèu eren les més populars per ser molt barates, ja que es confeccionaven amb greix d'animal adquirit als escorxadors municipals. Eren, però, d'una qualitat molt pobra i amb una llum d'intensitat baixa que fumejava abundantment,
desprenia una olor forta i es fonia amb rapidesa. Les candeles de cera eren, en canvi, molt preuades per tenir una
llum brillant i lluminosa i produir menys fum. Normalment es confeccionaven amb cera importada del nord de l'Àfrica,
d'Orient o del Bàltic, en conseqüència el seu cost econòmic era molt elevat, per la qual cosa quedaren relegades
a usos molt concrets, com ara les cerimònies religioses o bé el consum de luxe.
Les unes i les altres necessitaven ser mocades, amb major o menor freqüència, per tal de retirar el ble cremat i deixant-la encesa, que afavoria tant la consumició de la candela com l'aparició del fum i l'olor, i així espavilar la flama i aconseguir una millor il·luminació. Per poder-ho fer amb comoditat es varen crear les esmocadores, que són unes tisores de vegades decorades, i de vegades més discretes, amb les dues làmines acabades en pinça i un petit dipòsit, de manera que una làmina talla el ble cremat i l'altra el recull. La primera làmina
té una placa per subjectar el ble dins el dipòsit.
Les tisores per tallar el ble de les espelmes, gruixudes i de greix animal, eren importants a qualsevol casa de certa categoria. No s'arreglava bufant perquè no s'apagava, el ble era massa gruix. La tisora ho tallava i ficava la cendra dins d'un recipient.
Les tisores esmocadores eren utilitzades per espavilar les espelmes, tallant la seva part cremada per a una bona combustió. De materials, ferro, coure, plata... i formes variables, algunes senzilles i funcionals i unes altres, petites obres d'art.
Les esmocadores es documenten per primera vegada al segle xvi, encara que tindran el seu auge en el XVIII a Espanya. La seva presència a Anglaterra i altres països serà més abundant al segle xix.
Es van utilitzar en l'època en la qual les espelmes es feien amb sèu (greix animal o vegetal), ja que en cas de no realitzar aquesta senzilla operació cada mitja hora, la cera es fonia ràpidament i només es consumia aproximadament un 5% del sèu, desaprofitant-se la resta.
Fora de l'ús domèstic, una persona s'encarregava de realitzar aquesta funció sobretot en els teatres. Fins al segle xvii, va haver-hi companyies teatrals que comptaven amb un noi encarregat d'aquesta tasca i entrava de tant en tant en escena. En el cas dels castells on cremaven centenars d'espelmes de sèu per setmana, es feia necessari un equip de servents encarregats d'aquesta funció.
Al llarg del segle xviii i fins a la segona meitat del XIX foren moltes les millores enginyoses aplicades a les esmocadores, algunes més pràctiques que d'altres: plaques mòbils, rodets i tota mena de mecanismes. De la mateixa manera, com la majoria
d'objectes domèstics, se’n varen fabricar en versions de material més senzill i ordinari, en ferro o coure, o més luxós, generalment en plata treballada. L'aparició de les làmpades de querosè i d'oli de parafina, a la segona meitat del XIX,
va anar arraconant progressivament l'ús de la candela i, per tant, l'ús de les esmocadores.
Al Museu Frederic Marès de Barcelona es pot veure una col·lecció d'esmocadores.